# Ace Combat

Logo usato dal 2004 a oggi

Ace Combat (エースコンバット?, Ēsu Konbatto, lett. "Combattimento da assi") è una serie di videogiochi per PlayStation, PlayStation 2, PlayStation Portable, Game Boy Advance, Nintendo 3DS, Xbox 360, Playstation 3, Playstation 4 e iPhone/iPod touch sviluppati dalla software house giapponese Namco. Sono simulatori di combattimenti aerei arcade, contenenti battaglie e vicende tratte da guerre realmente accadute, come la seconda guerra mondiale, la guerra fredda e, nel quinto episodio, la guerra del Golfo. I primi tre capitoli della serie non contengono riferimenti espliciti a fatti realmente accaduti e le missioni dei capitoli canonici sono ambientate in un mondo fittizio chiamato, sia dai fan sia dagli sviluppatori, Strangereal; tuttavia ci sono alcuni capitoli non canonici che sono ambientati nel mondo reale. La serie è nota soprattutto per quanto riguarda la trama, il gameplay e la colonna sonora.

## Videogiochi
La serie al momento comprende 18 titoli:
- Air Combat, Videogioco arcade, PlayStation
- Air Combat 22, Videogioco arcade
- Ace Combat 2, PlayStation
- Ace Combat 3: Electrosphere, PlayStation
- Ace Combat: Distant Thunder (Ace Combat 04: Shattered Skies), PlayStation 2
- Ace Combat: Squadron Leader (Ace Combat 5: The Unsung War), PlayStation 2
- Ace Combat Advance, Gameboy Advance
- Ace Combat: The Belkan War (Ace Combat Zero: The Belkan War), PlayStation 2
- Ace Combat X: Skies of Deception, PlayStation Portable
- Ace Combat 6: Fires of Liberation, Xbox 360
- Ace Combat Xi: Skies of Incursion, iPhone/iPod touch
- Ace Combat: Joint Assault, PlayStation Portable
- Ace Combat: Assault Horizon, PlayStation 3, Xbox 360, Windows PC
- Ace Combat: Assault Horizon Trigger Finger, iPhone/iPod touch
- Ace Combat: Assault Horizon Legacy, Nintendo 3DS
- Ace Combat: Northern Wings, Cellulari Java
- Ace Combat Infinity, PlayStation 3
- Ace Combat 7: Skies Unknown, Playstation 4, Xbox One, Steam (Windows PC)

Il primo titolo, Air Combat, ha considerevolmente influenzato il resto della saga. Molte delle missioni e delle idee viste in Air Combat vengono costantemente riproposte in ogni nuovo capitolo, anche se con diversi cambiamenti. L'eredità di Air Combat spazia dalla classica intercettazione di uno stormo di bombardieri B-52 alla distruzione di una fortezza volante, dalla distruzione di una flotta nemica in movimento, all'attacco notturno a una città occupata dal nemico. 
Air Combat e Ace Combat 2 sono gli unici titoli della saga a possedere una fenice rossa come simbolo. Air Combat è l'unico titolo nel quale gli aerei usati dal giocatore hanno una livrea rossa, bianca e viola, un chiaro riferimento alla fenice. In tutti gli altri AC, infatti, gli aerei hanno livree molto diversificate.

## Ambientazione
Con l'eccezione di Joint Assault, Assault Horizon e Infinity, tutti ambientati nel mondo reale, il franchise si svolge in un mondo simile alla Terra chiamato Strangereal, con una geografia e paesi diversi dal mondo reale. Il pianeta però si trova nello stesso sistema solare della Terra, con lo stesso Sole, la Luna e le costellazioni. Una particolare costellazione, Crux, gioca un ruolo importante nella trama di Ace Combat X. Ci sono alcune similitudini tra il mondo di Ace Combat e la Terra, come l'Antartide che copre tutto il Polo Sud, un arcipelago a forma di Nuova Zelanda che si trova nei suoi pressi e la Repubblica di Wellow, uno Stato neutrale situato su un continente geograficamente corrispondente alla Groenlandia. Lo Strangereal inoltre contiene masse terrestri sparse e/o distorte, come ad esempio un Mediterraneo situato nei pressi dell'equatore, le Svalbard e le isole britanniche a nord. La longitudine per il pianeta si basa su un sistema di 360°, orientato verso ovest.
Sono presenti quattro grandi masse continentali nello Strangereal: Osea, Anea, Verusea e Usea, tutte separate da diversi oceani e mari. Air Combat, Ace Combat 2 (e il suo remake, Ace Combat: Assault Horizon Legacy), Ace Combat 3, Ace Combat 4 e Ace Combat 7 sono tutti ambientati nell'Usea. Ace Combat 6 si svolge nell'Anea, appena a nord della Verusea. Ace Combat 5 rivela l'intera mappa del mondo di Ace Combat per la prima volta e la guerra rappresentata all'interno del gioco contrappone la Federazione Oseana e l'Unione delle Repubbliche di Yuktobania, situate rispettivamente nell'Osea e nella Verusea e separate dall'oceano Ceres. Altri paesi che ricoprono un ruolo importante all'interno della saga sono l'Erusea, antagonista in Ace Combat 4 ed Ace Combat 7 e situata nell'Usea, Belka, antagonista in Ace Combat: The Belkan War e situata nell'Osea e Emmeria ed Estovakia, che si trovano nell'Anea e che si scontrano in Ace Combat 6. 
L'oceano Atlantico è l'oceano più grande, toccando l'Osea, l'Usea e la Verusa. L'oceano Cascade è il secondo oceano più grande per estensione, toccando l'Osea, l'Anea e la Verusa. L'oceano Artico copre il Polo Nord e l'oceano Pacifico si trova a sud dell'oceano Ceres.
Uno dei più importanti eventi storici dello Strangereal è la caduta di un enorme asteroide, chiamato Ulysses 1994XF04. La sua scoperta, avvenuta nel 1994, condusse alla costruzione di diverse superarmi al fine di eliminare la minaccia di un'estinzione di massa. Una sola di queste armi, Stonehenge, venne completata ma non riuscì a eliminare totalmente la minaccia dell'asteroide, che colpì duramente soprattutto l'Usea e la nazione di Estovakia, situata nell'Anea. L'asteroide, le conseguenze del suo impatto e Stonehenge ricoprono un ruolo molto importante in Ace Combat 4, Ace Combat 6 e Ace Combat 7.

## Light novel
Il 28 marzo 2012 venne pubblicato il primo romanzo della serie, chiamato Ace Combat: Ikaros in the Sky, pubblicato solo dalla ASCII Media Works. Il libro venne scritto da Heijiro Yamamoto e illustrato dall'artista Yusuke Kozuki. La trama inizia in Giappone nel 2002, dove la nazione nipponica ha subito un'incursione di più velivoli non identificati. Le circostanze di questo incidente condussero alla nascita dell'ASF, un progetto con l'obiettivo di costruire un nuovo aereo da caccia per la difesa nazionale. Il protagonista della storia è il tenente Kei Nagase, scelta come pilota di un prototipo dell'ASF, nome in codice Shinden II. 
Qualche anno dopo, viene pubblicato un altro romanzo, chiamato A Blue Dove for the Princess, scritto da Ellinor Graun e illustrato da Arno Bester, racconto fortemente ispirato allo stesso romanzo che legge Kei Nagase in Ace Combat 5, dove si narra di una colomba blu, un uccello gravemente ferito in un non specificato incidente, morente nei pressi del castello di una principessa. Lei si prende cura della colomba riponendola in una gabbia nella sua stanza. La colomba sembra riconoscente delle cure della principessa per cui si affeziona molto alla sua salvatrice.

## Modelli
Per la serie Ace Combat sono stati appositamente realizzati dei modelli in scala basati sui velivoli della serie, che comprendono gli aerei principali con skin ed emblemi, ed alcuni aerei originali (ADF-01, X-49 ecc...). Alla fine del 1990, la ditta Kit garage Reebhu Club, si è unita alla ditta Tokiwa Aircraft, per produrre un kit in scala 1:144 del modello XFA - 27 Phoenix, un aereo presente fin dall'episodio Ace Combat 2, seguito, nel 1999, dal modellino in resina del velivolo, R-101 Delphinus 2. La ditta giapponese di modellini Hasegawa, ha venduto a partire dal dicembre 2000, in scala 1:144, il kit del Delphinus 1 e del Delphinus 3. Nel marzo 2006, la Bandai ha prodotto un kit del velivolo ADF-01 FALKEN in scala 1:100, presente nell'episodio Ace Combat 5. Successivamente, nel 2007, venne prodotto l'ADFX-02/01 Morgan presente nell'episodio Ace Combat Zero. Questi kit sono stati venduti al Wonder Festival in Giappone. La produzione è proseguita, nell'aprile 2011, con un F-14, presente nell'episodio Ace Combat 5, in realtà un kit in edizione limitata modellato con una livrea dei Sakura, e un kit simile in scala dell'ASF-X Shinden II seguito, nel mese di luglio 2012, dal modello dell'Assault Horizon.
Nel corso dei mesi Hasegawa ha prodotto i seguenti modelli in scala:
- 1/72 F-14D Tomcat "Cherry Blossom" (aprile 2011)
- 1/72 ASF-X Shinden II (luglio 2012)
- 1/72 F-14D Tomcat "Pumpkin Face" (ottobre 2012)
- 1/72 ASF-X Shinden II "Kei Nagase Color" (novembre 2012)
- 1/72 F-22 Mobius 1 (novembre 2013)
- 1/72 Su-33 Yellow 13 (novembre 2013)
- 1/72 ASF-X Shinden II "Ridgebacks" (Maggio 2014)
- 1/72 F-14A Tomcat "Ace Combat Razgriz" (luglio 2014)
- 1/72 Su-33 Flanker-D "Ace Combat Strigon" (luglio 2014)
- 1/72 Su-47 Berkut "Ace Combat Grabacr" (novembre 2014)
- 1/72 F-15E Strike Eagle "Ace Combat Garuda 1" (dicembre 2014)
- 1/72 F-15C Eagle "Ace Combat Galm 1" (giugno 2015)
- 1/72 F-15C Eagle "Ace Combat Galm 2" (luglio 2015)
- 1/72 Su-33 Flanker-D "Ace Combat Scarface" (settembre 2015)
- 1/72 F-14A Tomcat "Ace Combat Wardog" (dicembre 2015)
- 1/72 F-4 Phantom "Ace Combat 20th Anniversary" (febbraio 2016)

Anche la Tomytec ha prodotto modellini in scala 1/144:
- F-15C Galm 1 (ottobre 2013)
- F-15C Galm 2 (ottobre 2013)
- F-22 Mobius 1 (febbraio 2014)
- F-15E Garuda 1 (febbraio 2014)
- Su-37 Yellow (Autunno 2015)
- F-4E Mobius 1 (Autunno 2015)

La Kotobukiya ha prodotto alcuni modelli in scala 1/144 dei velivoli iconici e fittizi del videogioco.

## Differenze nei titoli
Il primo Ace Combat giapponese venne rinominato in Nord America e in Europa come Air Combat. In Giappone il quarto capitolo della serie è conosciuto come Ace Combat 04: Shattered Skies (traducibile "cielo in frantumi"), mentre nei territori con codifica colore PAL il gioco è conosciuto come Ace Combat: Distant Thunder (traducibile "tuono lontano"). Un altro cambiamento venne realizzato nella versione spagnola del gioco, essendo rinominato Ace Combat: Trueno de Acero (traducibile "tuono d'acciaio"). Il quinto capitolo del gioco è conosciuto come Ace Combat 5: The Unsung War (traducibile "La guerra sconosciuta"), mentre la versione PAL è stata ribattezzata Ace Combat: Squadron Leader. Nei territori PAL, Ace Combat Zero: The Belkan War aveva una leggera ridenominazione di Ace Combat: The Belkan War, diventando così il primo gioco a non avere un significativo cambio di nome nei territori PAL.
Il cambio di titolo più recente è Ace Combat: Assault Horizon Legacy, che è conosciuto in Giappone come Ace Combat 3D: Cross Rumble ("Rombo incrociato").

## Colonna sonora
La serie di Ace Combat è nota per la sua musica drammatica, in particolare le serie in cui viene usata un'orchestra. Ogni singolo gioco della serie di solito fa uso per sua colonna sonora, di uno stile musicale diverso, inoltre, buona parte delle tracce ha preso ispirazione da altre opere e infatti ci sono diversi riferimenti per ogni singola traccia musicale.
I principali compositori per la colonna sonora del gioco sono Keiki Kobayashi, Tetsukazu Nakanishi, Ryuichi Takada, Junichi Nakatsuru e Hiroshi Okubo.
- In Air Combat e Ace Combat 2 la musica è molto influenzata dal rock, guadagnando popolarità con gli appassionati del genere.
- Ace Combat 3 utilizza uno stile di musica elettronica simile a quello del videogioco Ridge Racer, ma con più attenzione agli strumenti d'atmosfera rispetto alle batterie elettroniche.
- Ace combat 04 utilizza un mix di orchestra e chitarra, il primo gioco della serie a utilizzare il canto gregoriano, divenuto la norma per i titoli successivi.
- Ace Combat 5 usa un mix di chitarra, orchestra e musica synth, e dispone della famosa canzone Blurry dei Puddle of Mudd, così come diverse esecuzioni orchestrali dell'Orchestra Filarmonica di Varsavia.
- Ace Combat Zero utilizza stili musicali simili ad Ace Combat 04 e Ace Combat 05, ma incorpora l'uso di chitarra classica, chitarra elettrica e anche chitarra acustica.
- Ace Combat X presenta musica elettronica simile a quella di Ace Combat 3, anche se mantiene lo stile moderno dei capitoli successivi.
- Ace Combat 6 usa perlopiù musica orchestrale, simile allo stile musicale di Ace Combat 5 e Ace Combat Zero. In questi episodi sono presenti, in tutta la partitura, un numero significativamente inferiore di elementi elettronici, tuttavia non sono stati completamente rimossi. Diverse colonne sonore sono state composte dal Trinity Boys Choir e dall'orchestra bulgara.
- Ace Combat: Joint Assault utilizza alcune brani da titoli precedenti, in particolare i primi per PlayStation 1, ma comprende anche nuove musiche orchestrali e canzoni composte da Inon Zur, Go Shiina, e Kanako Kakino. Questa è anche la prima volta che la serie usa uno stile di musica orientale e dubstep remix simile a Tekken.
- Ace Combat: Assault Horizon riporta la musica in stile rock come nei titoli di PlayStation 1 e si mescola con una musica simile agli episodi di Ace Combat 5 e Ace Combat Zero.
- Ace Combat: Assault Horizon Legacy utilizza alcune colonne sonore da titoli precedenti, ma comprende anche più di 30 musiche originali composte per il gioco. Lo stile generale si ripartisce equamente tra orchestra, musica elettronica e hard rock.
- Ace Combat Infinity riutilizza varie musiche dei vecchi capitoli e alcune remixate per il gioco.
- Ace Combat 7 utilizza tracce musicali con uno stile simile ai precedenti Ace Combat per quanto riguarda gli strumenti a percussione, ma mantiene comunque lo stile orchestrale che ha reso nota la serie.

La traccia The Unsung War, da Ace Combat: Squadron Leader, descrive, sotto forma di musica lirica, la leggenda di Razgriz, eseguita dal vivo dall'Eminence Symphony Orchestra durante gli eventi A Night in Fantasia 2005 e A Night in Fantasia 2009, mentre Zero, da Ace Combat: Zero, utilizza alcuni brami di The Unsung War.
La traccia In the Zone, da Ace Combat: Joint Assault è giocabile in alcuni capitoli del videogioco Taiko No Tatsujin.